# Lige nu
Lige nu er det fjerde studiealbum fra den dansk-grønlandske sangerinde Julie, der blev udgivet den 2. februar 2009 på Mermaid Records. Det er hendes første dansksprogede album, og sangene er primært skrevet af Julie i samarbejde med Mads Haugaard og Marcus Winther-John, samt produceret af Haugaard. Førstesinglen "Moment's Bliss" er titelnummeret til TV3-serien 2900 Happiness.

## Trackliste
| #   | Titel                                    | Sangskriver(e)                                                      | Producer(e)   | Længde |
| --- | ---------------------------------------- | ------------------------------------------------------------------- | ------------- | ------ |
| 1.  | "Lige nu"                                | Julie Berthelsen, Mads Haugaard, Marcus Winther-John                | Mads Haugaard | 3:36   |
| 2.  | "Hjertet som DJ"                         | Berthelsen, Haugaard, Winther-John                                  | Mads Haugaard | 3:49   |
| 3.  | "Hva' så nu"                             | Berthelsen, Haugaard, Winther-John                                  | Mads Haugaard | 3:13   |
| 4.  | "Et brændende øjeblik"                   | Emil Gotthard, Magnus Funemyr, Winther-John                         | Mads Haugaard | 3:55   |
| 5.  | "Den hele sandhed" (featuring Nik & Jay) | Berthelsen, Haugaard, Winther-John, Jannik Thomsen, Niclas Petersen | Mads Haugaard | 3:58   |
| 6.  | "Hjertet delt"                           | Berthelsen, Haugaard, Winther-John                                  | Mads Haugaard | 3:43   |
| 7.  | "Ikke denne gang"                        | Berthelsen, Haugaard, Winther-John                                  | Mads Haugaard | 4:16   |
| 8.  | "Du og jeg"                              | Berthelsen, Haugaard, Winther-John                                  | Mads Haugaard | 3:18   |
| 9.  | "Et andet lys"                           | Berthelsen, Haugaard, Winther-John                                  | Moh Denebi    | 4:14   |
| 10. | "Nattens engle"                          | Berthelsen, Haugaard, Winther-John                                  | Mads Haugaard | 3:48   |
| 11. | "Alene nu"                               | Paolo Galgani, Berthelsen                                           | Paolo Galgani | 3:47   |
| 12. | "Alt hvad et hjerte kan bære"            | Berthelsen, Jeppe Riddervold, Winther-John                          | Mads Haugaard | 4:16   |

| 13. | "Ingerlateqqiuk" (Lige nu - gl. version) | Berthelsen, Haugaard, Winther-John | Mads Haugaard | 3:36 |
| 14. | "Moment's Bliss"                         | Gotthard, Funemyr                  | Óli Poulsen   | 4:01 |
| 15. | "Godt igen" (featuring Søs Fenger)       | Søs Fenger, Multiman               | Mads Haugaard | 4:03 |

## Hitlisteplacering
| Hitliste (2009) | Højeste placering |
| --------------- | ----------------- |
| Danmark         | 5                 |